# Sinfonia n. 9 (Schubert)
La Sinfonia n. 9 in Do maggiore D 944, nota anche come La Grande per distinguerla dalla sesta sinfonia nella stessa tonalità, fu composta da Franz Schubert tra il 1825 e il 1826.

## Storia
Dopo aver abbandonato la sua ottava sinfonia, Schubert nel 1824 pensò di ritornare a scrivere un'opera sinfonica di notevole struttura; egli stesso confidò l'idea all'amico Kupelwieser in una lettera del 31 marzo in cui affermava di aver fatto poca cosa con i lieder e di volersi aprire la strada "verso la grande sinfonia". Esistono buone possibilità che sulla decisione abbia influito la conoscenza della nuova sinfonia composta da Beethoven, la nona, che sarebbe stata eseguita di lì a poco in concerto; Schubert assistette infatti alla prima esecuzione il 7 maggio di quell'anno.
Il musicista iniziò a pensare seriamente alla stesura l'anno seguente durante l'estate, nel corso di un viaggio che fece con l'amico Vogl in Alta Austria; terminò la composizione al suo ritorno a Vienna rifinendo l'ultimo movimento nel 1826. Schubert mandò la partitura alla Società degli Amici della Musica di Vienna che risposero inviando al musicista la somma di cento fiorini. Nel 1827 la Società, dopo aver ricopiato il manoscritto, restituì il lavoro al compositore; quando però si trattò di realizzare la prima esecuzione pubblica l'orchestra dell'associazione  rifiutò l'incarico, trovando la sinfonia troppo lunga e troppo difficile.
L'autore a questo punto accantonò la partitura che, alla sua morte, passò in eredità, con tutti gli altri manoscritti, al fratello Ferdinand. Fu nella sua abitazione che la sinfonia venne ritrovata nel 1839 da Schumann in una montagna di partiture accatastate senza ordine. Fu proprio merito di Schumann far conoscere la composizione inizialmente   inviandola a Mendelssohn con la richiesta di far eseguire l'opera dalla Gewandhaus di Lipsia, quindi con un celebre articolo pubblicato nel 1840 sulla Neue Zeitschrift für Musik, in cui scrisse una recensione critica elogiativa di grande spessore:
«Chi non conosce questa sinfonia conosce ancor poco lo Schubert; e questa lode può sembrare appena credibile se si pensa a tutto quello che Schubert ha già donato all'Arte [...] in questa sinfonia si cela qualcosa di più di una semplice melodia e dei sentimenti di gioia e di dolore che la musica ha già espresso altre volte in cento modi; essa ci conduce in una regione dove non possiamo ricordare d'esser già stati prima»
La prima esecuzione dei soli primi due movimenti, un evento memorabile nella storia della musica, avvenne a Lipsia, il 21 marzo 1839, con Felix Mendelssohn alla direzione dell'orchestra della Gewandhaus. La conoscenza della sinfonia, seppure tardiva, portò nel 1840 alla pubblicazione della stessa da parte degli editori Breitkopf & Härtel di Lipsia sicuramente i più autorevoli dell'epoca. Mendelssohn diresse nuovamente l'opera a Londra nel 1842, ma gli orchestrali della Filarmonica non vollero eseguire l'ultimo movimento con la scusa, da parte dei violinisti, di presunta noiosità del brano, in realtà per non dover suonare passaggi tecnicamente molto difficili.
Poiché sul manoscritto autografo è riportata la data 1828, per molto tempo si è ritenuta questa la data della composizione. In seguito, però, grazie allo studio accurato della scrittura, è stato appurato che la partitura risaliva a due-tre anni prima e che Schubert, molto probabilmente, scrisse la data 1828 poiché era l'anno in cui presentò la composizione all'editore Probst sperando nella pubblicazione.

## Struttura e analisi
La sinfonia si divide in quattro movimenti.
1. Andante. Allegro ma non troppo (Do maggiore)
2. Andante con moto (La minore)
3. Scherzo. Allegro vivace (Do maggiore) Trio (Mi maggiore)
4. Allegro vivace (Do maggiore)

La Sinfonia D 944 si stacca notevolmente da quanto Schubert aveva composto precedentemente, sia per le notevoli proporzioni dell'opera, sia per le particolarità della forma, sia per la creatività espressiva. Si discosta anche dai modelli beethoveniani che il musicista tanto ammirava. Nonostante l'estensione della sinfonia, per l'epoca veramente eccezionale, e l'organico consistente, con la presenza di tre tromboni, Schubert è riuscito a mantenere dall'inizio alla fine di questa sua opera grandiosa, la linearità dell'idea e l'impeccabile disciplina nella costruzione della forma dando unità e perfezione all'intero lavoro.
La composizione si apre con l'Andante nella chiara tonalità d'impianto di Do maggiore; la melodia è affidata al suono evocativo del corno il cui timbro connota la pagina di romanticismo già dall'inizio. Il movimento, di ampie dimensioni, ripropone la melodia in continue e brevi varianti che sembrano quasi ripiegarsi su sé stesse; il tema passa di volta in volta ai legni, agli archi e poi a tutta l'orchestra sottolineata dal rullo dei timpani in un'amplificazione grandiosa, ma velata di sottile misticismo. Si passa quindi al successivo Allegro ma non troppo il cui primo tema è ancora in Do maggiore e propone un insistente ritmo puntato; il secondo, cantabile, in Mi minore, rievoca danze di carattere popolare; il terzo, infine, esposto dai tromboni, ha un carattere misterioso e riprende i caratteri dell'introduzione. Nella Coda finale viene ripreso incisivamente il tema di apertura della composizione quasi a voler ricapitolare il materiale estremamente vario e ricco, colorando il tutto di grande e vigorosa vitalità.
Il secondo movimento, Andante con moto, in 2/4, è nella tonalità di La minore e inizia con il pizzicato degli archi su cui l'oboe disegna una melodia di ispirazione popolaresca; il tempo ritmato e piuttosto sostenuto fa pensare che Schubert abbia preso come ispirazione Beethoven nell'Allegretto della settima sinfonia. La melodia è di carattere confidenziale e prende avvio poco alla volta, ripetuto poi dagli altri fiati aumentando di solennità; entra quindi il secondo tema, in Fa maggiore, di carattere completamente diverso, malinconico e meditativo, quasi mistico. Un passaggio di transizione affidato al corno che sembra «chiamare come da lontano» riporta al carattere dell'episodio iniziale. La parte conclusiva propone un'atmosfera serena e di lirica riflessione.
Lo Scherzo, unitamente al precedente Andante con moto, costituisce il fulcro della sinfonia e l'apice espressivo in tutta la sua grandiosità. Indicato con Allegro vivace si apre in Do maggiore con un tema esposto da tutti gli archi a cui rispondono i fiati; il secondo tema in Sol maggiore ha l'aspetto danzante di un valzer. Lo sviluppo che segue è notevolmente elaborato nell'utilizzo di tutta la gamma orchestrale. Tutto il movimento è sottolineato da una sostenuta energia e vitalità ritmica di sentore popolaresco. Il Trio in Mi maggiore è uno dei brani più riusciti di tutta la composizione con la sua delicatezza e sfumati colori orchestrali che preannunciano le nostalgiche melodie di Smetana.
L'ultimo movimento, Allegro vivace, è nella sua grandiosità (1154 battute) il giusto contraltare al tempo iniziale. L'idea tematica è costituita da tante piccole cellule melodiche che vengono continuamente elaborate e modificate, sempre su un costante ritmo di marcia. Il brano presenta molteplici difficoltà di esecuzione con vertiginose pagine di terzine, richiede, in particolare per i violini, la presenza di veri virtuosi.
La durata di esecuzione della sinfonia varia generalmente tra i 45 minuti (William Steinberg ca. 49, Arturo Toscanini ca. 46, Herbert von Karajan ca. 48) e i 56 minuti (Claudio Abbado, Riccardo Muti) poiché spesso i direttori d'orchestra evitano almeno tre, se non più, dei sei ritornelli indicati in partitura, che invece portano la durata della sinfonia integrale a circa un'ora, un'ora e cinque minuti.

## Organico
La sinfonia è strumentata per un'orchestra composta di due flauti, due oboi, due clarinetti, due fagotti, due corni, due trombe, tre tromboni, timpani in Do e Sol e archi (due sezioni di violini, viole, violoncelli e contrabbassi).

## Registrazioni
Discografia selettiva
- Thomas Beecham, Royal Philharmonic Orchestra, 1956, Somm SOMM-BEECHAM29
- Adrian Boult, Orchestra Sinfonica della BBC, 1963, BBC Legends BBCL4072-2
- Riccardo Muti, Wiener Philharmoniker, 1987, EMI
- Claudio Abbado, (+ Rosamunde, Ouverture), The Chamber Orchestra of Europe, 1989, Deutsche Grammophon
- Iván Fischer, Orchestra Festival di Budapest, 2011, Channel Classics CCSSA31111